# Kotik nowozelandzki
Kotik nowozelandzki (Arctocephalus forsteri) – gatunek ssaka z rodziny uchatkowatych (Otariidae).

## Taksonomia
Gatunek po raz pierwszy zgodnie z zasadami nazewnictwa binominalnego opisał w 1828 roku francuski zoolog René Lesson nadając mu nazwę Otaria Forsteri. Holotyp pochodził z Dusky Sound, w Nowej Zelandii. 
Australijska populacja A. forsteri była wcześniej określana jako A. doriferus. W przeglądzie taksonomicznym z 2012 roku A. forsteri uznano za podgatunek A. australis, ale opinia ta nie zyskała szerokiego zastosowania ani akceptacji i przeważa tradycyjny pogląd, że A forsteri jest odrębnym gatunkiem. Autorzy Illustrated Checklist of the Mammals of the World uznają ten gatunek za monotypowy. 

### Etymologia
- Arctocephalus: gr. αρκτος arktos „niedźwiedź”; -κεφαλος -kephalos „-głowy”, od κεφαλη kephalē „głowa”[10].
- forsteri: Johann Georg Adam Forster (1754–1794), niemiecki artysta na pokładzie HMS Resolution podczas rejsu Jamesa Cooka w latach 1772–1775[11].

## Zasięg występowania
Kotik nowozelandzki występuje w Nowej Zelandii (Wyspa Północna i Południowa oraz wszystkie wyspy subantarktyczne), zachodniej i południowej Australii oraz Tasmanii.

## Morfologia
Długość ciała samic 150 cm, samców do 190 cm; masa ciała samic 30–50 kg, samców 120–160 kg (być może nawet do 200 kg). Noworodki osiągają długość 40–55 cm i ciężar 3,3–5 kg. Duży, silny przedstawiciel uchatkowatych, o silnie zaznaczonym dymorfizmie płciowym: dorosłe samce są 1.3 razy dłuższe i około 3 razy cięższe od dorosłych samic. Ubarwienie wierzchu ciała szaro-brązowe, spód ciała nieco jaśniejszy. Zaostrzony pysk zaopatrzony jest we włosy czuciowe o długości do 50 mm. Ma silne, ostre uzębienie. Wzór zębowy: I {\displaystyle {\tfrac {3}{2}}} C {\displaystyle {\tfrac {1}{1}}} PM {\displaystyle {\tfrac {6}{5}}} = 36. 

## Ekologia

### Środowisko życia
Na lądzie wypoczywają na skalistych wybrzeżach. Miejsca te są zabezpieczone przez rafy i porośnięte gęstą roślinnością chroniącą zwierzęta przed upałem i sztormami.

### Tryb życia
Kotiki nowozelandzkie dobrze pływają i nurkują; pod wodą polują na ryby i inne zwierzęta morskie. Sporadycznie osobniki zamieszkujące wyspy antarktyczne polują na pingwiny. Samce są terytorialne i bronią swojego terytorium przed innymi samcami. Samice, w liczbie kilkunastu, skupiają się wokół samca, tworząc haremy.

### Rozród
Samiec kopuluje z kilkoma samicami. Samica po około 9 miesiącach rodzi 1 młode. Młodym opiekuje się wyłącznie samica. Samice osiągają dojrzałość płciową w wieku 4-6 lat, natomiast samce w wieku 5-6 lat.

### Wrogowie
W morzu groźne dla kotików są rekiny, np. żarłacz biały, oraz orki. W rejonach subantarktycznych poluje na nie niekiedy lampart morski.

## Status zagrożenia i liczebność populacji
W Czerwonej księdze gatunków zagrożonych Międzynarodowej Unii Ochrony Przyrody i Jej Zasobów został zaliczony do kategorii LC (ang. least concern „najmniejszej troski”). Komercyjne polowania na kotiki nowozelandzkie rozpoczęły się w XVIII, a nasiliły w XIX wieku. Wytępiono setki tysięcy tych zwierząt i gatunek stanął na krawędzi zagłady. Uratował je mały zysk osiągany w handlu futrami. Obecnie populacja uchatek jest stabilna i szacuje się ją na 50-60 tys. osobników.